# شجاعت حسین خان
شجاعت حسین خان (زادهٔ ۱۴ آگوست ۱۹۶۰ هند) نوازنده سی‌تار اهل کشور هند است.
حاصل همکاری هنری او با کیهان کلهر نوازندهٔ نامدار کمانچه ایرانی چهار آلبوم موسیقی است.